# 遜克口岸
遜克口岸（そんこく こうがん）は中華人民共和国黒竜江省黒河市遜克県ととロシア連邦アムール州ミハイロフカ地区の間に位置する出入国検査場。
1989年、黒竜江政府により臨時貨物通関地点に指定され、同年12月17日に国務院により一類口岸に指定され、1990年に正式に対外開放された。1992年6月1日に遜克税関が設置され、同年に国際旅行業に解放されると同時に経済技術合作区が設置されている。1992年、国際客運口岸に指定、2004年7月には中俄辺民互市貿易区が設置され、両国の辺境貿易が活発化している。